# Diário da Noite (Goa)
Diário da Noite foi um jornal diário, publicado em língua portuguesa em Pangim, capital do estado de Goa. A primeira edição foi publicada a 1 de dezembro de 1939. O jornal foi fundado por Luís de Menezes (S. Matias, Goa 7.08.1884 — Cidade de Goa 30.06.1962). Sua sede localizava-se em São Tomé, Pangim. Recebeu um grande número de leitores em Goa, e lidou com os acontecimentos do continente indiano, bem como das questões culturais de Goa.
O jornal continuou a ser publicado, mesmo após a anexação de Goa pela Índia. No seu último período, começou a publicar uma página em inglês. O jornal foi fechado em dezembro de 1967.